# علم آيسلندا
اعتُمد علم أيسلندا الحالي رسمياً في (17 يونيو 1944) والعلم الأيسلندي مشابه للعلم النرويجي ولكن بعكس اللونين الأحمر والأزرق مكان بعضهما البعض .

## وصف العلم
- اللون الأحمر: يرمز إلى كفاح البلاد من أجل الاستقلال عن الدنمارك والدماء التي نزلت
- اللون الأبيض: يرمز إلى الثلوج التي تغطي أيسلندا
- اللون الأزرق: يرمز إلى المحيط الأطلسي
- الصليب النوردي: يرمز إلى المسيحية البروتستانتية التي تعد الديانة الرسمية لأيسلندا